# Kolonia Czernin
Kolonia Czernin (deutsch Neu Zernin) ist ein Wohnplatz in der Woiwodschaft Westpommern in Polen. Er gehört zur Gmina Dygowo (Landgemeinde Degow) im Powiat Kołobrzeski (Powiat Kolberg).
Der Wohnplatz ist im 19. Jahrhundert entstanden, als nach der Separation der Feldmark des Dorfes Zernin neue Hofstellen („Ausbauten“) außerhalb des Dorfes angelegt wurden. Eine Gruppe von Ausbauten, die etwa 2 Kilometer westlich vom Dorf Zernin entstand, wurde schließlich als „Neu Zernin“ bezeichnet. 
Mit demselben Namen „Neu Zernin“ war zeitweise eine andere Gruppe von Ausbauten, die nördlich von Zernin lag, bezeichnet worden, die im Jahre 1871 mit den Wohnplätzen Forstkolonie Neu Tramm und Häge zur neugebildeten Gemeinde Neu Tramm zusammengefasst wurde.
In Neu Zernin wurden im Jahre 1871 41 Einwohner gezählt, im Jahre 1905 39 Einwohner und im Jahre 1925 41 Einwohner. 
Vor 1945 bildete Neu Zernin einen Wohnplatz in der Landgemeinde Zernin im Kreis Kolberg-Körlin der preußischen Provinz Pommern.
1945 kam Neu Zernin, wie ganz Hinterpommern, an Polen. Die Bevölkerung wurde vertrieben. Der polnische Ortsname wurde als „Kolonia Czernin“ festgesetzt.